# HMS Loyal (G15)
Lo HMS Loyal (pennant number G15) fu un cacciatorpediniere della Royal Navy, parte della classe L ed entrato in servizio nell'ottobre 1942. Il cacciatorpediniere fu attivo durante la seconda guerra mondiale, operando unicamente nel teatro bellico del mar Mediterraneo.
Dopo aver preso parte alle operazioni navali connesse alla campagna di Tunisia, il Loyal servì nel corso della successiva campagna d'Italia partecipando a tutte le più importanti operazioni anfibie lungo le coste italiane: lo sbarco in Sicilia, lo sbarco in Calabria, lo sbarco a Salerno e lo sbarco di Anzio. Mentre operava in supporto dei reparti britannici lungo le coste orientali dell'Italia, il 12 ottobre 1944 il Loyal subì gravi danni strutturali per l'urto con una mina navale; rimasto fuori uso fino alla conclusione della guerra, la sua riparazione venne giudicata come non economicamente conveniente e nel luglio 1948 lo scafo fu venduto per essere demolito.

## Storia

### Entrata in servizio e campagna di Tunisia
Impostata nei cantieri navali della Scotts Shipbuilding and Engineering Company di Greenock il 23 novembre 1938, l'unità fu varata l'8 ottobre 1941 con il nome di Loyal ("leale" in lingua inglese), seconda unità della Royal Navy a portare questo nome; la nave entrò poi in servizio il 31 ottobre 1942 in forza alla 19th Destroyer Flotilla della Home Fleet, e in novembre raggiunse la base di Scapa Flow per svolgere esercitazioni e manovre di messa a punto. Dopo un rientro nei cantieri di Greenock il 16 dicembre per svolgere lavori di correzione dei difetti emersi con le prove, il Loyal salpò il 26 dicembre di scorta al convoglio KMF 006 diretto ad Algeri. Arrivato a destinazione all'inizio di gennaio 1943, il cacciatorpediniere fu quindi assegnato alla Force Q di stanza a Bona per operare nell'ambito degli scontri della campagna di Tunisia contro i convogli di rifornimento dell'Asse in navigazione nel Mediterraneo centrale; il 18 gennaio, in coppia con il gemello HMS Lightning, il Loyal mandò a picco il mercantile tedesco Favor sorpreso in navigazione a sud di Cagliari, rientrando quindi ad Algeri dopo aver respinto un attacco aereo nemico.
La sera del 30 gennaio 1943 il Loyal salpò di scorta al posamine HMS Abdiel diretto a stendere uno sbarramento minato nella zona del banco di Skerki, nel canale di Sicilia; la missione dovette tuttavia essere abbandonata nelle prime ore del 31 gennaio dopo uno scontro con un gruppo di motosiluranti tedesche (S-Boot) presente in zona, e le due unità rientrarono a Bona. Il Loyal, l'Abdiel e il Lightning portarono invece a termine con successo due missioni di posa mine nel canale di Sicilia tra il 1º e il 2 febbraio e tra il 6 e il 7 febbraio; durante questa seconda missione, il Loyal sfuggì a un attacco del sommergibile italiano Acciaio. Il 16 febbraio il Loyal invece diresse al soccorso dei naufraghi della corvetta canadese HMCS Louisberg, affondata da aerosiluranti nemici al largo di Orano. Il 1º marzo il cacciatorpediniere si trovava alla fonda a Bona quando finì sotto l'attacco di alcuni bombardieri dell'Asse: la nave riportò alcuni danni e dieci membri dell'equipaggio rimasero feriti, due dei quali in maniera mortale.
Il Loyal continuò con le missioni di posa mine nel canale di Sicilia anche in marzo, sempre di scorta al posamine Abdiel: furono portate a termine due missioni, la prima tra il 5 e il 6 marzo e la seconda tra l'8 e il 9 marzo. Il 12 marzo la Force Q, composta per l'occasione dagli incrociatori HMS Aurora e HMS Sirius e dai cacciatorpediniere Loyal e Lightning, sortì da Bona per tentare di intercettare un convoglio nemico segnalato in navigazione nel canale di Sicilia; la formazione subì tuttavia vari bombardamenti aerei nemici e, quella sera stessa, un attacco da parte di un gruppo di S-Boot tedesche che silurarono e affondarono il cacciatorpediniere Lightning: dopo alcune ore di incertezza, il Loyal fu distaccato per soccorrere i naufraghi dell'unità gemella, prendendo a bordo 183 superstiti del Lightning e portandoli in salvo a Bona il 14 marzo. In aprile il Loyal operò come unità di scorta per i gruppi da battaglia della Force H al largo delle coste algerine, per poi riprendere con le incursioni al traffico dell'Asse nel canale di Sicilia in maggio: in squadra con i cacciatorpediniere HMS Tartar, HMS Nubian e HMS Laforey, l'8 maggio l'unità sorprese e affondò al largo di Capo Bon il dragamine ausiliario tedesco M 6616/Alba Eder e il rimorchiatore italiano Porto Cesareo, mentre il 9 maggio bombardò postazioni nemiche a terra nella zona di Sidi David.

### La campagna d'Italia
Concluse le operazioni in Tunisia, il Loyal fu riassegnato alle forze navali destinate ad appoggiare l'invasione anfibia delle isole di Pantelleria e Lampedusa (operazione Corkscrew); il Loyal stesso bombardò con i suoi grossi calibri Pantelleria l'8 giugno 1943 e poi ancora l'11 giugno, quando l'isola capitolò. Conclusa questa operazione preliminare, il Loyal fu quindi inviato a prendere parte all'invasione alleata della Sicilia (operazione Husky): la mattina del 9 luglio il cacciatorpediniere fornì fuoco d'appoggio ai reparti britannici sbarcati nella zona orientale dell'isola, continuando a operare nelle acque siciliane in pattugliamenti e missioni di supporto alle unità a terra fino ad agosto quando rientrò nella base di Malta. Il 2 settembre il Loyal svolse una missione di bombardamento costiero nella zona di Reggio Calabria, il preparazione dello sbarco dei reparti britannici in Calabria (operazione Baytown) portato a termine il giorno seguente; l'8 settembre invece il cacciatorpediniere salpò con la flotta d'invasione alleata diretta a sbarcare nella zona di Salerno (operazione Avalanche).
Gli sbarchi alleati presero il via la mattina del 9 settembre 1943, e il Loyal supportò con i suoi grossi calibri la discesa a terra dei reparti del X Corps britannico: l'artiglieria costiera tedesca rispose al fuoco e una batteria di cannoni da 88 mm piazzò alcuni colpi sul Loyal che misero fuori uso una delle sale caldaie; la nave rimase comunque a operare al largo di Salerno fino al 10 settembre, quando rientrò a Malta per le riparazioni. Tornato nella zona della testa di ponte il 12 settembre, il Loyal continuò a operare in favore dei reparti a terra sfuggendo varie volte ad attacchi aerei tedeschi; concluse le operazioni di sbarco, da ottobre il cacciatorpediniere fu di base a Napoli da dove condusse missioni di bombardamento costiero in supporto dei reparti a terra sul fronte del Volturno. In novembre il Loyal si spostò nel teatro del mar Adriatico, per fornire fuoco di supporto ai reparti della Eighth Army impegnati nella parte orientale del fronte alleato in Italia; il 25 novembre il cacciatorpediniere bombardò Civitanova Marche, mentre il 2 dicembre cannoneggiò San Benedetto del Tronto e Ancona.
Il Loyal tornò nel mar Tirreno all'inizio di gennaio 1944, per prendere parte agli sbarchi alleati nella zona di Anzio e Nettuno (operazione Shingle). Dopo l'avvio degli sbarchi il 22 gennaio, il cacciatorpediniere rimase a incrociare al largo della testa di ponte in supporto ai reparti a terra, subendo varie volte attacchi aerei da parte dei velivoli tedeschi; il 29 gennaio l'unità mosse in soccorso dei naufraghi dell'incrociatore HMS Spartan, affondato in uno di questi attacchi aerei. Il Loyal continuò a operare al largo di Anzio fino al 9 febbraio, quando subì danni dopo essere stato colpito da fuoco nemico da terra; dopo alcune riparazioni provvisorie eseguite a Taranto l'11 febbraio, il cacciatorpediniere raggiunse Malta il 16 febbraio dove fu messo in cantiere fino al 30 marzo seguente. In aprile il Loyal tornò a operare al largo della testa di ponte di Anzio in supporto dei reparti a terra, rimanendo in zona fino al 9 maggio quando il cacciatorpediniere cadde vittima di un attacco aereo tedesco: l'esplosione di varie bombe cadute vicino allo scafo causò vari danni strutturali, obbligando l'unità a raggiungere Taranto per lavori di riparazione proseguiti dal 27 maggio al 18 agosto seguente.

### La radiazione
Dopo il rientro in servizio, dal settembre 1944 il Loyal fu dislocato nella base di Ancona per operare in appoggio dei reparti dell'Eighth Army britannica lungo la costa orientale dell'Italia; parte di una task force comprendente altri tre cacciatorpediniere e due cannoniere, il Loyal svolse quindi varie missioni di bombardamento delle postazioni tedesche nella zona di Rimini.
L'11 ottobre il Loyal, in coppia con il gemello HMS Lookout, svolse una missione di bombardamento costiero nella zona di Cesenatico. Dirigendo per rientrare ad Ancona, nelle prime ore del 12 ottobre il Loyal urtò una mina navale: l'esplosione causò gravissimi danni strutturali allo scafo nonché un allagamento delle sale macchine, obbligando il Lookout a prendere a rimorchio l'immobilizzato Loyal per trainarlo in salvo ad Ancona. Il 21 ottobre il Loyal fu ritirato dalle operazioni e inviato a Taranto per essere messo in bacino di carenaggio onde ispezionare i danni riportati alla carena; l'ispezione si concluse il 17 novembre, rivelando la necessità di importanti lavori di riparazione per poter rimettere in servizio l'unità. Il cacciatorpediniere rimase quindi inutilizzato a Taranto fino a ben oltre la conclusione della guerra; solo nell'agosto 1946 lo scafo fu portato a Malta e riparato solo quanto necessario per essere convertito in nave caserma per il personale della base. Nel 1947 le autorità britanniche conclusero che i lavori di riparazione del cacciatorpediniere risultavano ormai come non economicamente convenienti, e la nave fu quindi radiata e messa a disposizione per la vendita. Acquistato dalla British Iron & Steel Corporation il 15 luglio 1948, lo scafo fu quindi trainato nei cantieri di Milford Haven in Galles perché fosse smantellato a partire dal 31 luglio seguente.